# 奧斯特羅夫斯凱 (扎波羅熱州)
47°58′12″N 35°51′12″E / 47.97000°N 35.85333°E
奧斯特羅夫斯凱（羅馬化：Ostrovske）是位於烏克蘭東南部的村莊，由扎波羅熱州扎波羅熱区的新米科拉伊夫卡市鎮負責管轄。該村處於上泰爾薩河左岸，距離韦塞雷哈伊3公里，面積0.64平方公里，海拔高度81米，2001年人口235。